# Acacia ericifolia
Acacia ericifolia är en ärtväxtart som beskrevs av George Bentham. Acacia ericifolia ingår i släktet akacior, och familjen ärtväxter. Inga underarter finns listade i Catalogue of Life.